# Karl Berndl
Karl Berndl (* 1840 in Linz; † 6. Februar 1895 in Augsburg) war ein österreichischer Theaterschauspieler.

## Leben
Berndl, der Sohn eines österreichischen Steuerbeamten, sollte ursprünglich Geistlicher werden. Dieses Studium behagte ihm jedoch nicht, es zog ihn zur dramatischen Kunst. In Salzburg betrat er zum ersten Mal die Bühne, war dann in Graz, Brünn und Baden bei Wien engagiert. Einen besonderen Gönner fand der Künstler in dem Vater des kunstsinnigen Kaisers Franz Josef, dem großherzigen Erzherzog Franz Karl, der sich an der Komik Berndls, namentlich während der Sommeraufführungen in Ischl, erfreute und mit seinen Gunstbeweisen nicht sparte.
Nach dem Tod seines Gönners verließ Berndl Österreich, fand zuerst ein Engagement als Schauspieler und Regisseur in Würzburg, dann in Regensburg, und schloss sich 1885 dem Ensemble Münchner Volksschauspieler  (genannt „Die Münchner“) an, bei dem er unter Leitung von Max Hofpauer Gelegenheit hatte, vier Jahre lang überaus erfolgreich als erster Charakterkomiker zu wirken.
1889 wurde Berndl als Nachfolger Eduard Brummers an das Gärtnerplatztheater in München gerufen. Dort eröffnete sich ihm ein reiches Feld für seine Wirksamkeit und sowohl in der Posse wie in der Operette und namentlich im Volksstück, erwies er sich als musterhafter, pflichtgetreuer und außerordentlich beliebter Darsteller.
Seine anerkannte Tätigkeit an diesem Theater sollte jedoch von nicht allzu langer Dauer sein, denn gelegentlich eines gemeinsamen Gastspiels mehrerer Münchner Künstler unter der Leitung Hans Neuerts am Stadttheater Augsburg brach Berndl im ersten Akt des Volksstücks „Im Austragsstübl“ inmitten der Rede vom Schlage gerührt zusammen, nachdem er kurz zuvor noch als „Stiglschuster“ ein lustiges Schnadahüpferl unter großem Beifall gesungen, und starb nach zwei Tagen, am 6. Februar 1895 im dortigen Krankenhaus, ohne das volle Bewusstsein wieder erlangt zu haben.
Seine Tochter war die Schauspielerin Emma Berndl, seine Urgroßnichte Christa Berndl.